# Puccinellia gigantea
Puccinellia gigantea är en gräsart som först beskrevs av Aleksandr Alfonsovitj Grossgejm, och fick sitt nu gällande namn av Aleksandr Alfonsovitj Grossgejm. Puccinellia gigantea ingår i släktet saltgrässläktet, och familjen gräs. Inga underarter finns listade i Catalogue of Life.